# Государственный геральдический регистр Российской Федерации
Государственный геральдический регистр Российской Федерации — список описаний и изображений символов, получивших официальное утверждение в Российской Федерации, созданный «в целях систематизации и упорядочения использования официальных символов и отличительных знаков». Ведение регистра возложено на Геральдический совет при Президенте Российской Федерации.
Государственный геральдический регистр был создан согласно указу президента Б. Н. Ельцина № 403 от 21 марта 1996 г.
Согласно Положению о геральдическом регистре в него вносятся:
- официальные символы Российской Федерации и субъектов Российской Федерации (флаги, гербы);
- официальные символы федеральных органов государственной власти и органов государственной власти субъектов Российской Федерации (флаги, гербы, эмблемы);
- официальные символы органов местного самоуправления и иных муниципальных образований (флаги, гербы, эмблемы);
- знаки отличия и различия, награды федеральных органов исполнительной власти и органов исполнительной власти субъектов Российской Федерации.

Все официальные символы в Регистре получают регистрационный номер, который в дальнейшем не меняется. Право на официальный символ и отличительный знак, внесенные в регистр, принадлежит обладателю свидетельства о регистрации официального символа и отличительного знака или его правопреемнику.
13 октября 2003 г. президент В. В. Путин издал распоряжение № 471-рп «О порядке выдачи свидетельств о регистрации официальных символов и отличительных знаков в Государственном геральдическом регистре Российской Федерации». Согласно этому документу, свидетельство о регистрации в Государственном геральдическом регистре «оформляется на бланке установленного образца», «изготавливается на специальной бумаге», может содержать «многоцветный рисунок геральдического знака», «скрепляется подписями председателя и ответственного секретаря Геральдического совета и гербовой печатью». В свидетельстве указываются порядковый номер, под которым официальный символ или отличительный знак внесен в Государственный геральдический регистр Российской Федерации, дата и номер протокола заседания Геральдического совета при Президенте Российской Федерации, принявшего решение о регистрации геральдического знака.